# City-Pier-City Loop 1989
De vijftiende editie van de City-Pier-City Loop vond plaats op zondag 2 april 1989. Naast de halve marathon kende het evenement ook lopen over 5 km en 10 km.
De wedstrijd werd gewonnen door de Nederlander Marti ten Kate. Hij controleerde de race bij de mannen van start tot finish en kwam als eerste aan op de Lange Voorhout. Voor zijn derde overwinning op rij had hij 1:01.34 nodig. Met deze prestatie versloeg hij de Belg Eddy Hellebuyck, die in 1:02.19 over de finish kwam. Bij de vrouwen besliste de Belgische Nelly Aerts de wedstrijd door in 1:11.32 als eerste te finishen.

## Uitslagen

### Mannen
| rang   | naam            | land | tijd    |
| ------ | --------------- | ---- | ------- |
| Goud   | Marti ten Kate  | NED  | 1:01.34 |
| Zilver | Eddy Hellebuyck | BEL  | 1:02.19 |
| Brons  | Peter Daenens   | BEL  | 1:03.02 |
| 4      | Kevin Forster   | ENG  | 1:03.11 |
| 5      | Kurt Stenzel    | GER  | 1:03.57 |

### Vrouwen
| rang   | naam            | land | tijd    |
| ------ | --------------- | ---- | ------- |
| Goud   | Nelly Aerts     | BEL  | 1:11.32 |
| Zilver | Susan Dilnot    | ENG  | 1:12.51 |
| Brons  | Barbara Kamp    | NED  | 1:13.54 |
| 4      | Carla Beurskens | NED  | 1:14.21 |
| 5      | Gabriela Wolf   | GER  | 1:14.23 |

1975 ·
1976 ·
1977 ·
1978 ·
1979 ·
1980 ·
1981 ·
1982 ·
1983 ·
1984 ·
1985 ·
1986 ·
1987 ·
1988 ·
1989 ·
1990 ·
1991 ·
1992 ·
1993 ·
1994 ·
1995 ·
1996 ·
1997 ·
1998 ·
1999 ·
2000 ·
2001 ·
2002 ·
2003 ·
2004 ·
2005 ·
2006 ·
2007 ·
2008 ·
2009 ·
2010 ·
2011 ·
2012 ·
2013 ·
2014 ·
2015 ·
2016 ·
2017 ·
2018 ·
2019 (afgelast) ·
2020 ·
2021 (afgelast) ·
2022 ·
2023 ·
2024